# 익스펙토 패트로눔
익스펙토 패트로눔은 해리 포터에 나오는 고등 마법이다.

## 용도
- 주로 디멘터[1]들을 퇴치할 때 사용된다.
- 수신자에게 말을 전할 때 쓰인다.

## 패트로누스의 종류

### 해리 포터(Harry James Potter)
- 첫 등장: 해리포터와 아즈카반의 죄수
- 형상: 수사슴

### 론 위즐리(Ronald Weasley)
- 첫 등장: 해리포터와 죽음의 성물
- 형상: 개(테리어)→수달

### 헤르미온느 그레인저(Hermione Granger)
- 첫 등장: 해리포터와 불사조 기사단
- 형상: 수달

### 루나 러브굿(Luna Lovegood)
- 첫 등장: 해리포터와 불사조 기사단
- 형상: 토끼

### 초 챙(Cho Chang)
- 첫 등장: 해리포터와 불사조 기사단
- 형상: 백조

### 알버스 덤블도어(Albus Dumbledore)
- 첫 등장: 해리포터와 죽음의 성물
- 형상: 불사조

### 애버포스 덤블도어(Aberforth Dumbledore)
- 첫 등장: 해리포터와 죽음의 성물
- 형상: 염소

### 세베루스 스네이프(Severus Snape)
- 첫 등장: 해리포터와 죽음의 성물
- 형상: 암사슴

### 제임스 포터(James Potter)
- 언급: 해리포터와 죽음의 성물
- 형상: 수사슴

### 릴리 포터(Lilly Evans Potter)
- 언급: 해리포터와 죽음의 성물
- 형상: 암사슴

### 돌로레스 제인 엄브릿지(Dorlores Jane Umbridge)
- 첫 등장: 해리포터와 죽음의 성물
- 형상: 고양이

### 어니 맥밀란 (Ernie Macmillan)
- 첫 등장: 해리 포터와 죽음의 성물
- 형상: 멧돼지

### 시무스 피니건 (Seamus Finnigan)
- 첫 등장: 해리 포터와 불사조 기사단
- 형상: 여우

### 미네르바 맥고나걸 (Minerva Mcgonagall)
- 형상: 고양이

### 킹슬리 샤클볼트 (Kinseley Shacklebolt)
- 형상: 스라소니

### 님파도라 통스 (Nymphadora Tonks)
- 형상: 산토끼→늑대

### 리머스 루핀 (Remus Lupin)
- 형상: 늑대

### 아서 위즐리 (Arthur Weasley)
- 형상: 족제비

### 지니 위즐리 (Ginny Weasley)
- 형상: 말